# Брайко Сергій Борисович
Сергій Борисович Брайко (нар. 8 грудня 1957 р. м. Новосибірськ, РРФСР) — український політик, Народний депутат України, член Партії регіонів.

## Біографія
У 1978 році закінчив Красноярський державний університет за спеціальністю «юрист».
З 1978 по 1980 рік служив в лавах Радянської Армії.

## Трудова діяльність
Розпочав свою трудову діяльність у 1980 році на Красноярському електрохімічному заводі, де працював на посаді слюсаря-ремонтника, апаратника до 1982 року.
У 1982 році працював кур'єром Центрального народного суду (Новосибірськ).
З 1982 по 1985 рік — інспектор освіти в установі УФ 91/10 (Новосибірськ).
З 1985 по 1990 рік продовжив свою трудову діяльність в органах прокуратури, де обіймав посади слідчого прокуратури, старшого слідчого прокуратури (Новосибірськ, потім Ялта).
З 1990 по 1996 рік — завідувач юридичним відділом, і. о. керуючого справами, керуючий справами, в.о. першого заступника голови, перший заступник голови Ялтинського міськвиконкому.
З 1996 по 1999 рік — генеральний директор готелю «Ореанда-Таврида» (Ялта).
З 1999 по 2002 рік — голова правління, голова спостережної ради ЗАТ "Готель «Ореанда».
З 2002 по 2010 рік — Ялтинський міський голова.
З листопада 2010 року по 2011 рік — міністр регіонального розвитку та будівництва АРК.
З 22 лютого 2011 по 16 листопада 2011 року — перший заступник міністра регіонального розвитку і ЖКГ АРК.
З 2011 р. і 2012 р. — міністр регіонального розвитку і ЖКГ АРК.
На парламентських виборах 2012 р. був обраний депутатом Верховної Ради України від Партії регіонів по одномандатному мажоритарному виборчому округу № 7. Отримав 52,21 % голосів виборців.

## Нагороди
У 2002 році присвоєно звання «Заслужений працівник сфери послуг України».
У 2003 і 2005 роках нагороджений подякою голови Ради міністрів АРК.
У 2008 році — орденом «За заслуги» III ступеня.

## Сім'я
Одружений, четверо дітей — від першого і другого шлюбів. Від першого — син і дочка. З другою дружиною Ларисою познайомився в Ялті. Вона родом з Дніпропетровська. Разом виховують дочку Машу (дочка Лариси від першого шлюбу) і сина Івана.
У Брайко є вже дорослий онук Данило.